# Stany Małe
Stany Małe [pronunciación en polaco: /ˈstanɨ ˈmawɛ/] es un pueblo ubicado en el distrito administrativo de Gmina Suchożebry, dentro del Condado de Siedlce, Voivodato de Mazovia, en el este de Polonia central. Se encuentra aproximadamente a 4 kilómetros al norte de Suchożebry, a 15 kilómetros al norte de Siedlce, y a 87 kilómetros al este de Varsovia.